# Anoura cultrata
Anoura cultrata — вид родини листконосові (Phyllostomidae), ссавець ряду лиликоподібні (Vespertilioniformes, seu Chiroptera).

## Середовище проживання
Країни поширення: Болівія, Колумбія, Коста-Рика, Еквадор, Панама, Перу, Венесуела. Значною мірою пов'язаний з вологим гірським хмарним лісом (мінімум 1000 м протягом більшої частини Анд, але може статися нижче цього середовища). 

## Звички
Харчується нектаром, пилком іноді комахами та фруктами. Лаштує сідала невеликими групами в печерах, часто зустрічається з іншими видами роду. Він також лаштує сідала в тунелях або дуплах дерев.

## Загрози та охорона
Немає серйозних загроз по всьому ареалу. Зустрічається в природоохоронних територіях.